# Гуджрат (округ)
Гуджрат (панджабі, урду ضلع گجرات) — округ у пакистанській провінції Пенджаб. Географічно розташований між річками Чинаб і Джелам, адміністративний центр знаходиться в місті Гуджрат.
На північному сході він межує з округом Бхімбер, на півночі — з округом Мірпур, на північному заході з річкою Джелам, яка відокремлює його від округу Джелам, на сході і південному сході з річкою Чинаб, яка відокремлює його від округів Гуджранвала і Сіалкот, а на заході з округом Манді Бахауддін. Округ Гуджрат займає площу 3 192 квадратних кілометри.

## Демографія
На момент перепису населення 2017 року в Гуджратському районі налічувалося 436 952 домогосподарства та 2 756 289 осіб. Співвідношення статей у Гуджраті становило 1065 жінок на 1000 чоловіків, а рівень грамотності — 78,68 %: 83,32 % для чоловіків і 74,47 % для жінок. 827 500 (30,02 %) проживали в міських районах. 656 987 (23,84 %) були віком до 10 років. У 2023 році в окрузі налічувалося 489 589 домогосподарств і населення 3 219 375 осіб.
На момент перепису населення 2017 року в окрузі налічувалося 436 952 домогосподарства та 2 756 289 осіб. Співвідношення статей у Гуджраті становило 1065 жінок на 1000 чоловіків, а рівень грамотності — 78,68 %: 83,32 % для чоловіків і 74,47 % для жінок. 827 500 (30,02 %) проживали в міських районах. 656 987 (23,84 %) були віком до 10 років. У 2023 році в окрузі налічувалося 489 589 домогосподарств і населення 3 219 375 осіб.

### Релігія
Згідно з переписом 2017 року, іслам є домінуючою релігією, який сповідують 99,08 % населення, тоді як християни становлять меншість у 0,77 %, та живуть переважно в міських районах.
| Релігія                        | Населення (1941) :42 | Відсоток (1941) | Населення (2017) | Відсоток (2017) |
| ------------------------------ | -------------------- | --------------- | ---------------- | --------------- |
| Іслам                          | 945,609              | 85,58%          | 2,730,946        | 99,08%          |
| Індуїзм                        | 84,643               | 7,66%           | 120              | Н/Д             |
| Сикхізм                        | 70,233               | 6,36%           | Н/Д              | Н/Д             |
| Християнство                   | 4,391                | 0,4%            | 21,117           | 0,77%           |
| Ахмадія                        | Н/Д                  | Н/Д             | 4,007            | 0,15%           |
| Інші                           | 76                   | 0,01%           | 99               | Н/Д             |
| Загальна чисельність населення | 1 104 952            | 100%            | 2,756,289        | 100%            |

### Мови населення
Згідно з переписом населення Пакистану 2017 року, 96,50 % населення розмовляли пенджабською, 1,81 % пушту та 0,90 % урду.

## Адміністративний устрій
Округ адміністративно поділяється на чотири техсіли, а саме:
- Гуджрат
- Харіан
- Сарай Аламгір
- Джалалпур Джаттан[6]

## Освіта
В окрузі Гуджрат загалом 1475 державних шкіл початкового та середнього рівня. З цих державних шкіл 60 відсотків (889 шкіл) призначені для дівчат. Згідно з останніми наявними даними, 323 058 учнів навчаються в державних школах, а в цих школах працює 10 581 вчитель.

## Відомі особистості

### Політики
- Айцаз Ахсан, пакистанський адвокат
- Фазал Ілахі Чаудрі, президент Пакистану 1972—1977
- Чаудрі Первайз Елахі, колишній головний міністр Пенджабу та федеральний міністр, спікер провінційної асамблеї Пенджабу (з 16 серпня 2018 року по теперішній час та з 1997 по червень 2001 року).
- Міан Тарік Мехмуд, колишній голова міського комітету Дінга, протягом 1987-92 рр.; колишній член Асамблеї провінції Пенджаб у 1988-90, 1990-93, 1997-99, 2008-13 та 2013-18 роках; також працював секретарем парламенту з питань соціального забезпечення та закяту протягом 1988-90 та 1990-93 років і міністром соціального захисту населення протягом 1993 року.
- Чоудрі Захур Елахі, політик
- Муніс Елахі, колишній федеральний міністр водних ресурсів,[8] колишній MPA (2008-18) і MNA (2018-23) з Гуджрата
- Чаудрі Мухаммед Фарук, колишній міністр юстиції
- Навабзада Газанфар Алі Гул, колишній федеральний міністр Пакистану
- Міан Мухаммад Афзал Хаят, колишній головний міністр Пенджабу, служив послом у різних країнах
- Шуджаат Хусейн, колишній 16-й прем'єр-міністр Пакистану на тимчасовій основі (30 червня 2004 року по 28 серпня 2004 року)
- Чоудрі Джаффар Ікбал, віце-президент PML-N Пенджаб
- Камар Заман Кайра, колишній федеральний міністр Пакистану
- Міан Імран Масуд, колишній MPA Гуджрату та міністр освіти Пенджабу.
- Ахмад Мухтар, колишній міністр оборони, уряд Пакистану
- Ясмін Куреші, британський депутат

### Науковці
- Ісмат Бег, вчений
- Файсал Масуд, лікар

### Військовики
- Майор Мухаммад Акрам, Нішан-е-Хайдер
- Майор Раджа Азіз Бхатті, Нішан-е-Хайдер
- Мохаммад Шаріфф, начальник штабу ВМС Пакистану та голова Об'єднаного комітету начальників штабів
- Генерал Рахіл Шаріф, чотиризірковий генерал армії, служив 15-м начальником штабу армії Пакистану
- Майор Шаббір Шаріф, Нішан-е-Хайдер
- ACM Захір Ахмад Бабар, чотиризірковий ранг головного маршала авіації, обслуговує командувача авіації Пакистану. ВПС Пакистану .

### Поети
- Оря Макбул Ян, письменник, колумніст, аналітик, колишній державний службовець і поет
- Шаріф Кунджахі, пенджабський письменник і поет
- Анвар Масуд, поет
- Крішна Собті, письменник гінді
- Фахар Заман, письменник і поет

### Спорт
- Танвір Афзал, гонконгський гравець у крикет.
- Імтіаз Бхатті, пакистанський велосипедист і колишній пілот ВПС Пакистану.
- Мудасар Бухарі, голландський гравець у крикет.
- Різван Чіма, пакистансько-канадський гравець у крикет.
- Мунір Дар, гонконгський гравець у крикет.

### Актори/Актриси
- Інайят Хусейн Бхатті, кінорежисер і актор
- Еджаз Дуррані, актор
- Шагуфта Еджаз, актриса
- Сабіха Ханум, актриса

### Музиканти
- Аділ Чаудрі, також стоматолог, актор і модель
- Алам Лохар, пенджабський народний співак
- Аріф Лохар, пенджабський народний співак
- Зої Віккаджі, пакистанська співачка, автор пісень і музична актриса

## Нотатки
1. ↑  Історичні межі районів можуть не точно збігатися з сучасними через різні зміни меж районів, які згодом створили нові райони, в історичному регіоні Пенджаб в епоху після здобуття незалежності, які враховували зростання кількості населення. Цю розбіжність можна побачити в таблиці історії населення району, яка враховує різні розмежування, починаючи з 1941 року.
2. ↑  Перепис 1941 року: Включаючи Ад-Дармі.
3. ↑  Включаючи джайнізм, буддизм, зороастризм, іудаїзм, або не вказали.